# Kaunia
Kaunia, rod glavočika iz podtribusa Oxylobinae, dio tribusa Eupatorieae. Postoji 10 vrsta iz Južne Amerike

## Opis
Rod Kaunia uključuje južnoameričke vrste grmlja i drveća koje sežu od Ekvadora do Argentine s koncentracijom u Boliviji. Karte lokaliteta još nisu dostupne.

## Vrste
1. Kaunia camataquiensis (Hieron.) R.M.King & H.Rob.
2. Kaunia endyta (B.L.Rob.) R.M.King & H.Rob.
3. Kaunia eucosmoides (B.L.Rob.) R.M.King & H.Rob.
4. Kaunia gynoximorpha (Rusby ex B.L.Rob.) R.M.King & H.Rob.
5. Kaunia hosanensis (B.L.Rob.) R.M.King & H.Rob.
6. Kaunia lasiophthalma (Griseb.) R.M.King & H.Rob.
7. Kaunia longipetiolata (Sch.Bip. ex Rusby) R.M.King & H.Rob.
8. Kaunia pachanoi (B.L.Rob.) R.M.King & H.Rob.
9. Kaunia rufescens (P.W.Lund ex DC.) R.M.King & H.Rob.
10. Kaunia saltensis (Hieron.) R.M.King & H.Rob.

## Sinonimi
Nema.